# Nyssia zonahellfritschi
Nyssia zonahellfritschi är en fjärilsart som beskrevs av Bretschneider 1953. Nyssia zonahellfritschi ingår i släktet Nyssia och familjen mätare. Inga underarter finns listade i Catalogue of Life.